# Самсонсен, Джули Нистад
Джули Нистад Самсонсен (норв. Julie Nistad Samsonsen; род. 5 апреля 2000 года, Берген, фюльке Вестланн) — норвежская конькобежка, бронзовая призёр чемпионата мира, бронзовая призёр чемпионата Европы в командном спринте.  Участница зимних Олимпийских игр 2022 года.

## Биография
Джули Нистад родилась в Бергене, где с раннего возраста играла в теннис, футбол, гандбол, занималась гимнастикой и скалолазанием, а в возрасте 9 лет занялась конькобежным спортом, после того, как в школе ей предложили тренироваться в катании на коньках. В 2013 году она выиграла чемпионат Норвегии среди юниоров на дистанции 500 метров.
В январе 2017 года Джули Нистад заняла 2-е место на национальном чемпионате в спринтерском многоборье среди юниоров и вошла в состав на юниорские чемпионат мира и Кубок мира. В середине 2017 года из-за остеохондрита в колене перенесла операцию и была отстранена от соревновании до января 2018 года, после чего вновь заняла 2-е место на юниорском чемпионате Норвегии, а через год выиграла золото. 
В 2019 году выиграла бронзовую медаль в командном спринте на юниорском чемпионате мира в Базельга-ди-Пине. В январе 2020 года дебютировала на чемпионате Европы на одиночных дистанциях в Херенвене, где заняла 10-е место в беге на 500 метров и 18-е на 1000 метров. В октябре 2020 заняла 1-е место в беге на 500 метров на чемпионате Норвегии на одиночных дистанциях.
В 2021 году Джули Нистад поднялась на 12-е место в многоборье на чемпионате Европы спринтерском многоборье в Херенвене, а на чемпионате мира на отдельных дистанциях в Херенвене заняла 15-е место в беге на 500 метров. В марте поднялась на 2-е место в многоборье на чемпионате Норвегии в спринтерском многоборье.
В начале 2022 года Самсонсен завоевала бронзовую медаль вместе с подругами в командном спринте на чемпионате Европы на отдельных дистанциях в Херенвене, финишировав со временем 1:31.43 сек. На дистанции 500 метров она заняла 12-е место и на 1000 метров - 16-е место. В феврале она впервые участвовала на зимних Олимпийских играх в Пекине, где заняла 24-е место в беге на 500 метров.
В марте 2022 года она поднялась на 14-е место в общем зачёте на чемпионате мира в спринтерском многоборье в Хамаре, на следующий день выиграла бронзовую медаль в командном спринте на чемпионате мира на отдельных дистанциях. После сезона Джули сделали снимки коленей из-за проблем в течение сезона, которые показали, что в середине надколенника на обоих коленях образовалась заполненная жидкостью киста. Джули была прооперирована 20 апреля и оказалась в инвалидном кресле, так как оба колена были прооперированы одновременно. В августе она постепенно начала тренироваться.

## Личная жизнь
Джули Нистад Самсонсен любит проводить время с друзьями и семьёй, а также путешествовать и ходить в походы. Её любимая еда - морепродукты.